# Argopistes
Argopistes (лат.) — род жуков-листоедов (Chrysomelidae) из трибы Земляные блошки (Alticini, Galerucinae). Африка (Центральная, Восточная и Южная), Мадагаскар, Австралия, Восточная Палеарктика, Неарктика, Неотропика, Юго-Восточная Азия. Обладают прыгательными задними ногами с утолщёнными бёдрами. Усики 11-члениковые. Пронотум сужается кпереди. Задние голени с отчётливым преапикальным зубцом. Многие виды питаются растениями  растениями семейства Маслиновые (Oleaceae).